# ليونيل بيرالتا
ليونيل بيرالتا (بالإسبانية: Leonel Peralta)‏ هو لاعب كرة قدم أرجنتيني في مركز الدفاع، ولد في 9 يوليو 1992 في روساريو في الأرجنتين. لعب مع نادي ألاجولينسي.

## وصلات خارجية
- ليونيل بيرالتا على موقع قاعدة بيانات كرة القدم.إي يو (الإنجليزية)
- ليونيل بيرالتا على موقع Soccerway.com (الإنجليزية)